# Юдіт Цайдлер
Юдіт Цайдлер (нім. Judith Zeidler, 11 травня 1968) — німецька академічна веслувальниця.
Олімпійська чемпіонка 1988 року в складі вісімки, бронзова призерка 1992 року в складі вісімки.
Чемпіонка світу 1989 року в складі розпашної двійки без стернової, бронзова призерка 1990, 1991 років у складі розпашної четвірки без стернової.